# Mauricio Mendoza
Mauricio Mendoza Rentería (Taraira, Colombia, 28 de diciembre de 1981) es un futbolista de nacionalidad colombiana. Juega de delantero y su actual equipo es la Asociación Deportiva Chalatenango, de la primera división de El Salvador.

## Trayectoria

### Inicios
Mauricio Café Mendoza se formó en las divisiones menores del América de Cali.

### Su paso por Perú
Cuando jugó en Universitario de Deportes entre 2005 y 2006, disputó 66 partidos y convirtió 10 goles.
A mediados de 2007, regresa al país inca y convierte dos goles con Alianza Lima.

### Su paso por Túnez
Al comienzo, tuvo algunos problemas extradeportivos, pero igual jugó; aunque sin mayor éxito.

### Su paso por Corea del Sur
Allí no le fue bien: tan solo jugó un partido de copa y estuvo como suplente en uno de liga sin disputar ningún minuto.

### Su paso por Venezuela
En Venezuela, jugó en tres equipos anotando seis goles.

### Su paso por El Salvador
Mostró un nivel aceptable e hizo dos goles importantes, sufrió una lesión y, al final del año, no se le renovó su contrato.

## Selección nacional
Ha sido parte de selecciones juveniles colombianas como la sub-17 y la sub-20.

## Clubes
| Club                      | País                | Año                 | Partidos | Goles |
| ------------------------- | ------------------- | ------------------- | -------- | ----- |
| Deportes Quindío          | Colombia            | 2002                | ?        | 1     |
| América de Cali           | Colombia            | 2002-2004           | ?        | 1     |
| Universitario de Deportes | Perú                | 2005-2006           | ?        | 10    |
| América de Cali           | Colombia            | 2007                | ?        | 1     |
| Alianza Lima              | Perú                | 2007                | ?        | 2     |
| Independiente Medellín    | Colombia            | 2008                | 12       | 2     |
| Millonarios               | Colombia            | 2008                | ?        | 1     |
| Étoile du Sahel           | Túnez               | 2009-2010           | ?        | 0     |
| Atlético Bucaramanga      | Colombia            | 2010                | ?        | 1     |
| Gyeongnam FC              | Corea del Sur       | 2011                | 1        | 0     |
| Deportivo Táchira         | Venezuela           | 2011-2012           | 11       | 0     |
| Estudiantes de Mérida     | Venezuela           | 2012                | 13       | 4     |
| Deportivo Petare          | Venezuela           | 2012                | 24       | 2     |
| Deportes Tolima           | Colombia            | 2013                | 12       | 2     |
| América de Cali           | Colombia            | 2014                | 18       | 1     |
| Club Llaneros             | Colombia            | 2015                | 17       | 3     |
| Club Deportivo FAS        | El Salvador         | 2015                | 29       | 2     |
| AD Chalatenango           | El Salvador         | 2016-presente       | 2        | 0     |
| Total en la carrera       | Total en la carrera | Total en la carrera | 139      | 33    |

## Palmarés

### Torneos nacionales
| Título             | Club            | País     | Año  |
| ------------------ | --------------- | -------- | ---- |
| Torneo de Reservas | América de Cali | Colombia | 2003 |
| Torneo de Reservas | América de Cali | Colombia | 2004 |

### Otros trofeos
| Título     | Club            | País     | Año  |
| ---------- | --------------- | -------- | ---- |
| Copa Cafam | América de Cali | Colombia | 2011 |